# Коцурани
Коцурани (слч. Kocurany) насељено је мјесто са административним статусом сеоске општине (слч. obec) у округу Прјевидза, у Тренчинском крају, Словачка Република.

## Становништво
| Година:    | 1994. | 2004.    | 2014.    | 2024.   |
| ---------- | ----- | -------- | -------- | ------- |
| Број људи: | 333   | 402      | 512      | 528     |
| Разлика:   |       | +20,72 % | +27,36 % | +3,12 % |

| Година:    | 2023. | 2024.   |
| ---------- | ----- | ------- |
| Број људи: | 535   | 528     |
| Разлика:   |       | -1,30 % |

Према подацима о броју становника из 2011. године насеље је имало 459 становника.